# Karl Forchheimer
Karl Forchheimer (geboren 29. Juli 1880 in Prag, Österreich-Ungarn; gestorben 18. Juni 1959 in Wien) war ein österreichischer Ökonom und Ministerialbeamter.

## Leben
Karl Forchheimer war ein Sohn des Otto Forchheimer und der Johanna Fürth. Er studierte Jura in Prag, wurde 1903 promoviert und trat in die staatliche Verwaltung ein. 1913 wurde er zum Finanzprokuratursadjunkt der Statistischen Zentralkommission in Wien befördert. Seit 1917 war er Ministerialvizesekretär im neu geschaffenen Ministerium für soziale Fürsorge, das Ministerium änderte in der ersten Republik wiederholt seinen Zuschnitt und seine  Bezeichnung. Seit 1924 war Forchheimer als Abteilungsleiter für die Arbeitslosenversicherung und die Arbeitsvermittlung zuständig und war maßgeblich an der Arbeitslosenversicherungsgesetzgebung beteiligt. Er wurde Mitglied der Spruchstelle für die Angelegenheiten der Arbeitslosen- und Altersfürsorge. Daneben nahm Forchheimer verschiedene Lehraufträge an der Universität Wien wahr.
Nach dem Anschluss Österreichs 1938 wurde Forchheimer zwangspensioniert, und er floh 1939 nach Großbritannien. Forchheimer hielt Vorlesungen an der Universität Oxford. 1949 kehrte er nach Wien zurück und erhielt den Amtstitel Sektionschef. Mit einer populärwissenschaftlichen Schrift machte er die Theorien von John Maynard Keynes bekannt.

## Schriften (Auswahl)
- Das Baurecht : Zur Einführung des Erbbauerechtes in die österreichische Praxis. Wien: Manz, 1913
- (Hrsg.): Gesetze und Verordnungen über Arbeitslosenversicherung, Arbeitsvermittlung und Auswanderung nebst Durchführungsvorschriften : Mit Anmerkungen. Wien : Volksbuchhandlung, 1923
- The Financial Problems of Unemployment Insurance, in: International Labour Review, 1929, S. 483–502
- Some International Aspects of Strike Movement, in: Institute of Statistics, Oxford, Bulletin, 1948, S. 9–24
- Keynes' neue Wirtschaftslehre. Eine Einführung. Wien, 1952